# Interferômetro
O interferômetro (português brasileiro) ou interferómetro (português europeu) é um aparelho utilizado para efetuar medidas de ângulos e distâncias aproveitando a interferência de ondas electromagnéticas que ocorre quando estas interagem entre si. 

## Interação
A interação pode ocorrer de forma destrutiva ou construtiva, um exemplo típico são duas portadoras de ondas hertzianas que podem se combinar somando-se ou cancelando-se alternadamente.
Existindo uma pequena diferença entre as ondas temos um fenômeno chamado batimento. Este batimento, no caso de um receptor de rádio, é ouvido no alto-falante como um silvo, ou assobio. Quando ocorre isto diz-se que as estações transmissoras estão se interferindo.

## Exemplos de interferência
Um exemplo de interferência que pode ocorrer numa onda sobre si mesma, acontece nas transmissões radiofônicas em ondas curtas. O sinal transmitido pode vir do transmissor para o receptor por dois caminhos: por onda direta, quando a radiofrequência se propaga próxima ao solo, e por onda refletida, quando o mesmo sinal vai do transmissor para o receptor por via ionosférica, isto é, o sinal de rádio reflete na ionosfera. Quando isto ocorre há uma divisão da emissão original. O total do sinal recebido pelo receptor é representado pela subtração ou soma da onda refletida em relação à onda direta. Isto é notado como uma oscilação constante do volume de áudio que aumenta e diminui constantemente.

## Utilidade prática
Este fenômeno das interferências que ocorrem devido à interação de ondas é aproveitado em instrumentos eletrônicos de medida. Um instrumento bastante conhecido se chama  "interferômetro de Michelson". Este equipamento realiza a interação de ondas luminosas através da divisão de um feixe em duas séries de ondas. Isto se dá pela ação de um espelho parcialmente prateado, que de um lado reflete e de outro permite a passagem da luz. O feixe dividido em duas séries vai para outros espelhos totalmente refletores e em seguida é recomposto. 
A intensidade luminosa que resulta da interação entre as ondas, produz franjas brilhantes e escuras quando ocorre a soma e cancelamento. A visibilidade do padrão formado é proporcional à pureza espectral do raio luminoso. Quanto menor a amplitude de comprimentos de ondas presentes melhor a qualidade. O interferômetro de Michelson mede os comprimentos das trajetórias percorridas pelas duas ondas de luz com uma precisão maior do que um comprimento de onda. É utilizado na medição de precisão.
Outro exemplo de interferómetro é o Fabri-Perot, neste existem dois espelhos paralelos onde a luz reflete muitas vezes. Devido à interação da muitas reflexões, poucos comprimentos de onda não se anulam. Isto permite uma seleção de certos comprimentos de onda pré definidos. Este tipo de instrumento é utilizado como um filtro luminoso onde só é permitida a passagem de luz visível, por exemplo sendo o infra-vermelho filtrado pelo processo.

## Radioastronomia
Os interferómetros são muito utilizados em radioastronomia, onde são utilizadas duas antenas posicionadas por exemplo leste-oeste, mas apontando para o sul. Estando ambas antenas com o mesmo objeto emissor em seu foco alimentam o mesmo receptor. A interferência causada pela distância e pela diferença de fase entre as duas antenas gera sinais fortes e nulos correspondentes à franjas brilhantes e escuras, sendo possível então a determinação da distância do corpo celeste.

## Tipos de Interferômetro
- Interferômetro de Michelson
- Interferômetro de Jamin
- Interferômetro de Fabry-Pérot
- Interferômetro de Mach-Zehnder